# Щетинкохвіст гірський
Щетинкохві́ст гірський (Margarornis rubiginosus) — вид горобцеподібних птахів родини горнерових (Furnariidae). Мешкає в Коста-Риці і Панамі.

## Опис

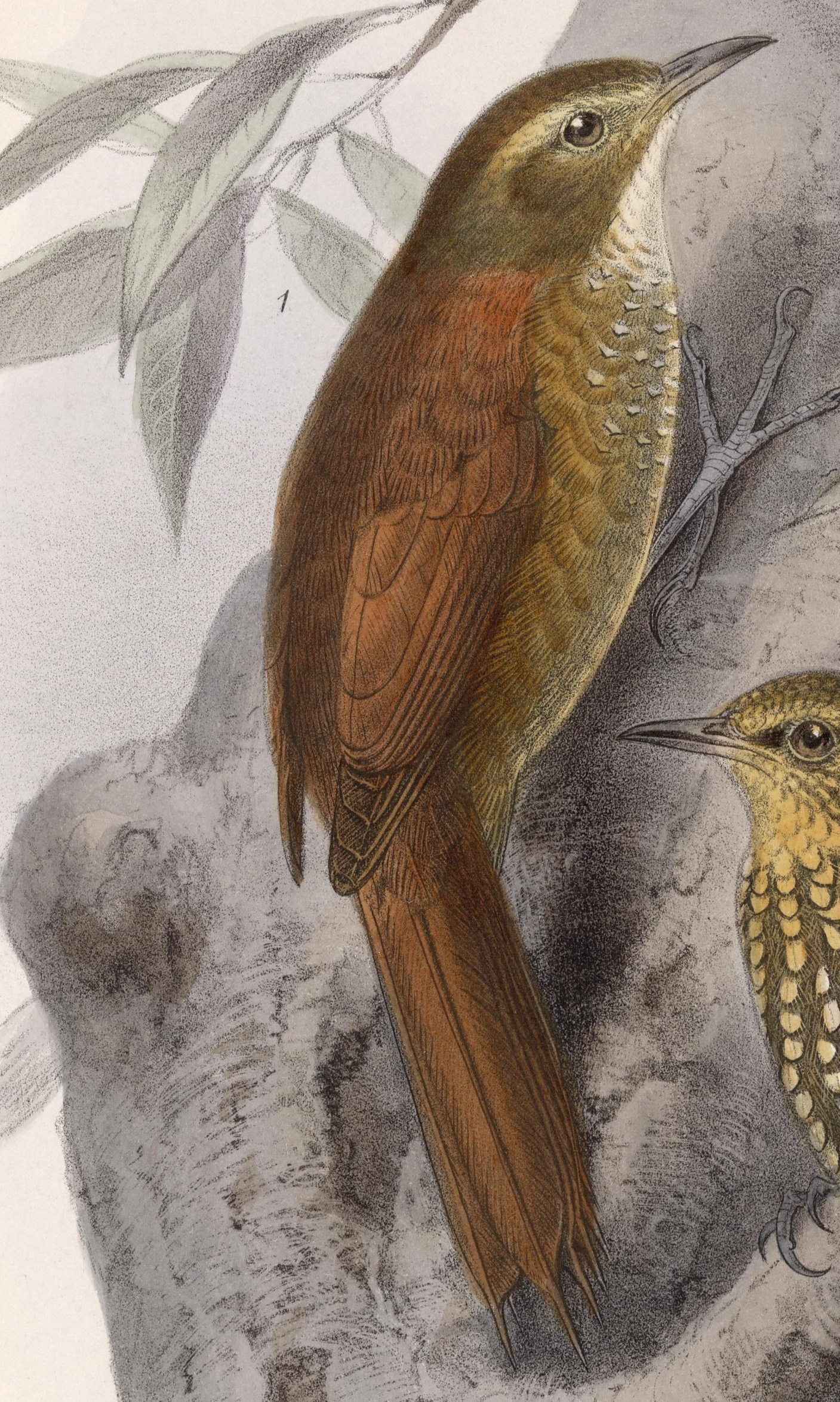
Гірський щетинкохвіст

Довжина птаха становить 14-16 см, вага 17-24 г. Верхня частина тіла рудувато-коричнева, нижня частина тіла охриста. Горло біле, над очима білі "брови". Хвіст закінчується шипами — виступами стрижнів стернових пер. Виду не притаманний статевий диморфізм.

## Підвиди
Виділяють два підвиди:
- M. r. rubiginosus Lawrence, 1865 — гори Коста-Рики і західної Панами (на схід до Чирикі);
- M. r. boultoni Griscom, 1924 — гори центральної Панами (схід Чирикі, Вераґуас).

## Поширення і екологія
Гірські щетинкохвости живуть у вологих гірських тропічних лісах, на узліссях і галявинах. Зустрічаються на висоті від 1200 до 3000 м над рівнем моря. 

## Поведінка
Гірські щетинкохвости зустрічаються поодинці, парами, іноді приєднуються до змішаних зграй птахів. Живляться великими комахами і павуками. а також їх личинками і яйцями. Шукають здобич серед моху, опалого листя і епіфітів. Гнізда великі, закриті, овальної форми зі входом знизу, розміщуються в кронах дерев.

## Збереження
МСОП класифікує цей вид як такий, що не потребує особливих заходів зі збереження. За оцінками дослідників, популяція гірських щетинкохвостів становить від 20 до 50 тисяч птахів. Це досить поширений вид в межах свого ареалу.